# Lorenzo Bartolini
Lorenzo Bartolini (Savignano, 7 gennaio 1777 – Firenze, 20 gennaio 1850) è stato uno scultore italiano, considerato l'esponente più significativo del Purismo italiano.
Nel suo lavoro riuscì a infondere al neoclassicismo una tensione di pietà sentimentale e dettagli naturalistici, mentre traeva ispirazione dalla scultura del Rinascimento fiorentino piuttosto che dall'influenza di Antonio Canova che circoscriveva i suoi contemporanei.

## Biografia

### Giovinezza e formazione
È lo stesso Lorenzo Bartolini a parlarci della sua infanzia, nelle sue Memorie:
(Lorenzo Bartolini)
Lorenzo Bartolini nacque dunque il 7 gennaio 1777 a Savignano (oggi frazione di Vaiano in provincia di Prato), in una famiglia di modestissime origini: il padre, Liborio Bartolini, era fabbro e la madre, Maria Maddalena Magli, figlia di un fattore locale. Già a sette anni il giovane Lorenzo, dopo un breve tirocinio presso la bottega paterna, venne accompagnato alla scuola del posto: qui diede velocemente prova della sua indole da scolaro poco solerte e svogliato, a tal punto da lanciare a tutta forza un calamaio di piombo verso il maestro, fatto che gli procurò un'immediata espulsione dall'istituto. Per di più la famiglia era assillata da condizioni economiche più che precarie e pertanto Bartolini non poté godersi a fondo i piaceri della fanciullezza, sviluppando «un sangue malinconico che desiderava ad ogni costo progredire in arte che non fosse quella a cui lo si voleva iniziare».
Dopo il garzonato presso qualche modesta opera decorativa di scultura, compiuti i dodici anni di età Bartolini iniziò gli studi all'Accademia di belle arti di Firenze, che tuttavia lasciò ben presto. Tornato a Prato fu attivo nella bottega dei fratelli Pietro e Giovanni Pisani, dove conobbe lo scultore trentino Giovanni Insom (che si può considerare a tutti gli effetti il suo primo maestro). Successivamente, proseguì la sua formazione a Volterra, dove lavorò nel laboratorio dello scultore Valinteri e poi al servizio dell'alabastraro Corneil, che gli trasmise un contagioso interesse per la statuaria e per il gusto neoclassico, filtrato attraverso l'esempio di John Flaxman. Sotto questi influssi Bartolini eseguì la sua prima opera nota, il medaglione del fratello Angiolino, scolpito dal vero a Firenze.

### In Francia

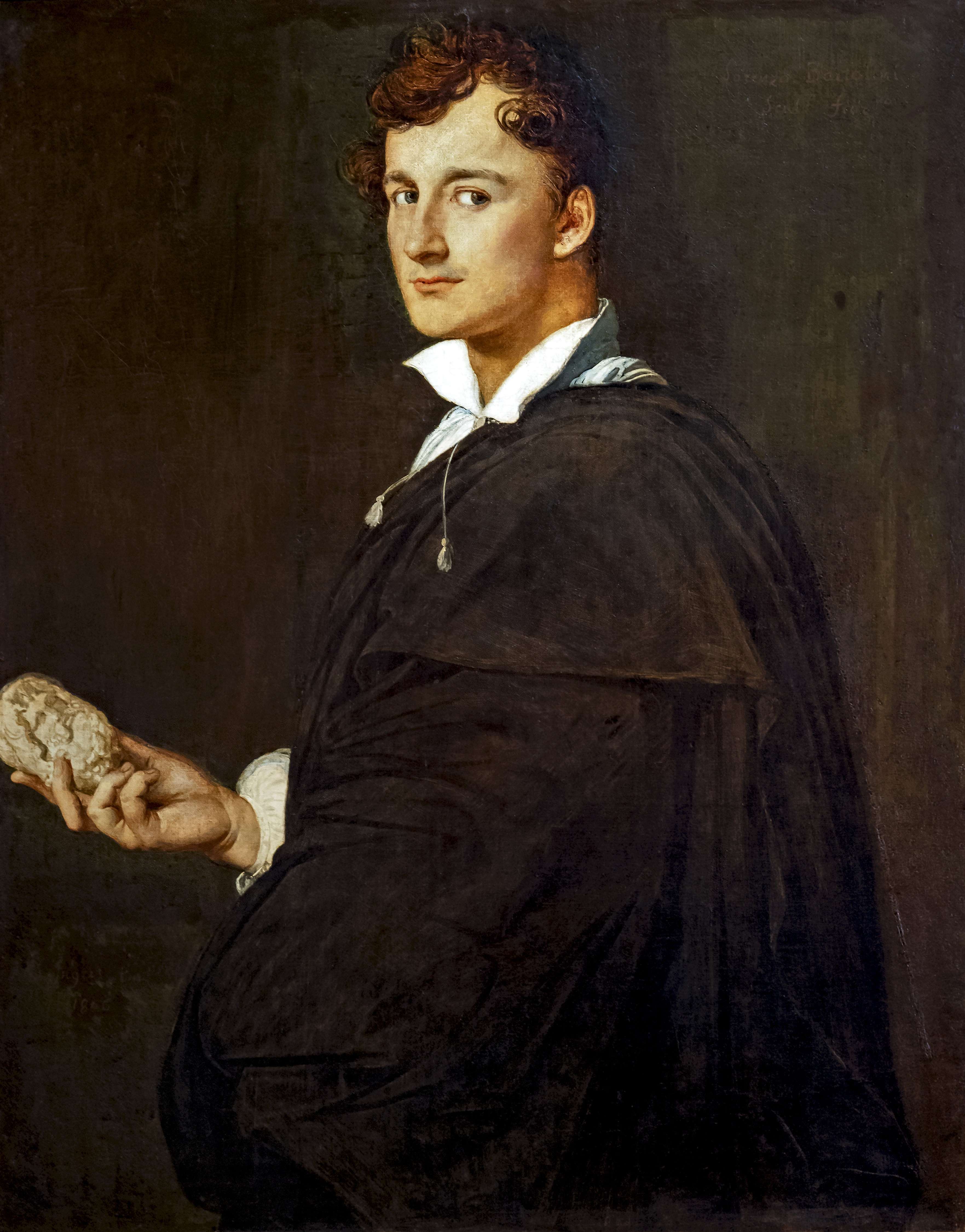
Ritratto di Lorenzo Bartolini, dipinto di Jean-Auguste-Dominique Ingres del 1806; olio su tela, Museo Ingres, Montauban

Ansioso di uscire dai ristretti ambiti formativi a cui lo indirizzava la patria, Bartolini decise di recarsi in Francia al seguito dell'esercito francese, capeggiato dal Macdonald. Dopo aver preso parte al combattimento della Trebbia (18-19 giugno 1799) il ventidueenne Bartolini riparò senza soldi né appoggi a Parigi, dove fu accolto dapprima nello studio di David e poi nell'atelier del Lemot, sfuggendo così al gramo destino di artigiano al quale Firenze lo avrebbe inevitabilmente destinato.
Fu in questo contesto che Bartolini conobbe con il francese Jean-Auguste-Dominique Ingres, pittore con il quale - grazie ad affinità sia di carattere sia di concezioni artistiche - stabilì un rapporto di reciproca stima e di amicizia destinato a perdurare profondo. Con Ingres Bartolini condivise esperienze e studi negli anni della giovinezza, stabilendo un'intesa che ci viene curiosamente testimoniata da una caricatura che li raffigura inginocchiati e li coglie nell'attimo in cui entrambi sono intenti a cospargersi di incenso, in segno di affettuosa confidenza. Inseparabili, i due si sarebbero divisi a causa degli eventi: Ingres, dopo aver vinto l'ambitissimo Prix de Rome, sarebbe infatti divenuto  pensionnaire all'Accademia di Francia a Roma (dove si recò nel 1806), lasciando l'amico italiano a Parigi.
Anche Bartolini nel 1802 partecipò al Prix de Rome, vincendovi il secondo premio con un rilievo raffigurante Cleobi e Bitene. Con questo riconoscimento si inaugurò per il Bartolini un periodo di grande affermazione professionale, coronato dalle prime commissioni ufficiali della sua carriera, tra cui il busto del Generale Fargue per la Galleria di Fontainebleau, il busto del Senatore Fargue per il Senato, il gigantesco busto bronzeo di Napoleone per il Louvre, e il bassorilievo della battaglia di Austerlitz per la colonna Vendôme, sempre a Parigi.

### Di nuovo in Italia

#### Tra Lucca e Firenze
Grazie all'autorevole protezione di Napoleone Bonaparte e alla benevolenza della sorella di lui, Elisa Baciocchi, Bartolini nel 1807 fu nominato direttore della scuola di scultura dell'Accademia di Carrara, città che ricadeva nel principato di Lucca e Piombino, retto proprio dalla Baciocchi e dal marito Felice. Bartolini si stabilì a Carrara nel 1808, senza grande entusiasmo: gli stretti rapporti intrattenuti con i circoli artistici e
culturali vicini a Napoleone, infatti, lo rendevano ostile a una grande fascia di artisti, che lo accusarono persino di essersi «infranciosato», a tal punto che:
(Niccola Monti, Memorie inutili, 1861)

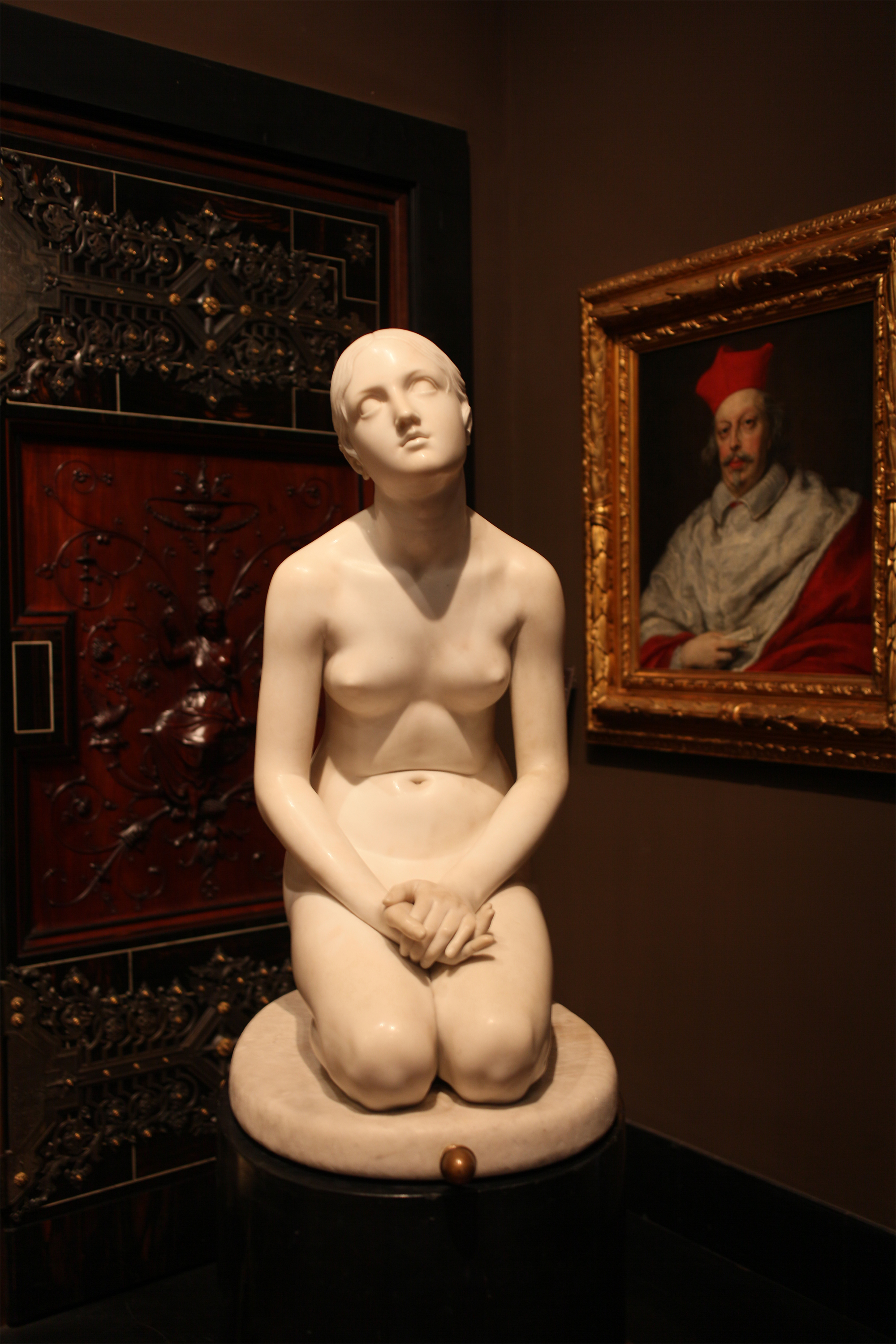
La fiducia in Dio (1833), Museo Poldi Pezzoli, Milano

Lo stesso Bartolini riconobbe che la sua scultura era «nella massima nullità e fui d'odio a tutti». Nonostante quest'acredine nei suoi confronti, nel 1812 divenne membro d'onore all'Accademia di Belle Arti di Firenze, e lì tenne un cospicuo numero di lezioni. Nel 1814, invece, si recò all'isola d'Elba per rendere omaggio a Napoleone, che dopo la disfatta di Lipsia si era ritirato a governare quel minuscolo dominio. Bartolini, tuttavia, non ebbe vita facile neanche a Firenze, dove trovò molta ostilità, sia a causa del suo passato da bonapartista che per la sua crescente avversione al gusto neoclassico. Si incrinò anche il rapporto con Ingres che, in visita a Firenze nel 1820, avrebbe scritto a un amico: «Ti potrei fare un libro su ciò che abbiamo sopportato con la pazienza di Nostro Signore, di tutte le impertinenze, scortesie, capricci e guasconate […] Scrivendogli [a Bartolini], non gli parlare più di me, come se fossi morto».
Di questi anni sono il busto di Byron per il residente inglese a Firenze; il monumento a Enrichetta Stratford-Canning (1818) per la cattedrale di Losanna; il ritratto della Contessa Maria Potocka (circa 1820); il ritratto di Carlo Lodovico di Borbone (circa 1820); il gruppo delle due Sorelle Campbell danzanti (1820); i due ritratti a figura intera della Contessa De Gourief (1822) e di Milady Tay (circa 1825); il busto del Conte Adamo Neipperg, (prima del 1829) e quello della Principessa Sofia Scherbatoff (1825-1830 circa); il gruppo della Marchesa Stewart Castlereagh di Londonderry con il figlio bambino (1830); il monumento funebre di Felice ed Elisa Baciocchi e infine la celeberrima Fiducia in Dio.

#### Maturità e morte
All'età di cinquantaquattro anni Bartolini convolò a nozze con Maria Anna Virginia Boni, con la quale generò quattro figlie. Nel 1839, a sessantadue anni, divenne invece professore di scultura all'Accademia Fiorentina, riuscendo così a ricoprire una cattedra che tanti anni addietro gli fu preclusa a causa della pedante angustia del mondo culturale fiorentino, che gli preferì Stefano Ricci, scultore canoviano di minore abilità ma meglio inserito nell'ambiente accademico cittadino. Pur cessando di compiere opere di rilievo, Bartolini abbracciò con fervore la strada dell’insegnamento. Questo coinvolgimento nell'attività pedagogica, tra l'altro, gli servì anche per propugnare quelle teorie puriste delle quali era un entusiasta assertore: ne parleremo più approfonditamente nel paragrafo Concezione artistica. Nel frattempo la fama del Bartolini era ormai ampiamente consolidata, tanto che quando nel 1847 si recò a Roma fu calorosamente accolto dagli abitanti dell'Urbe e persino di Pio IX, che accettò di farsi ritrarre da lui.
Lorenzo Bartolini morì il 20 gennaio 1850 a Firenze, nella sua casa di borgo Pinti, stroncato da un attacco di febbre biliare. Fu sepolto nella cappella di San Luca nella basilica della Santissima Annunziata, a fianco dell'illustre sepolcro di Benvenuto Cellini. Una lapide gli è stato dedicata nella basilica di Santa Croce, sempre a Firenze.

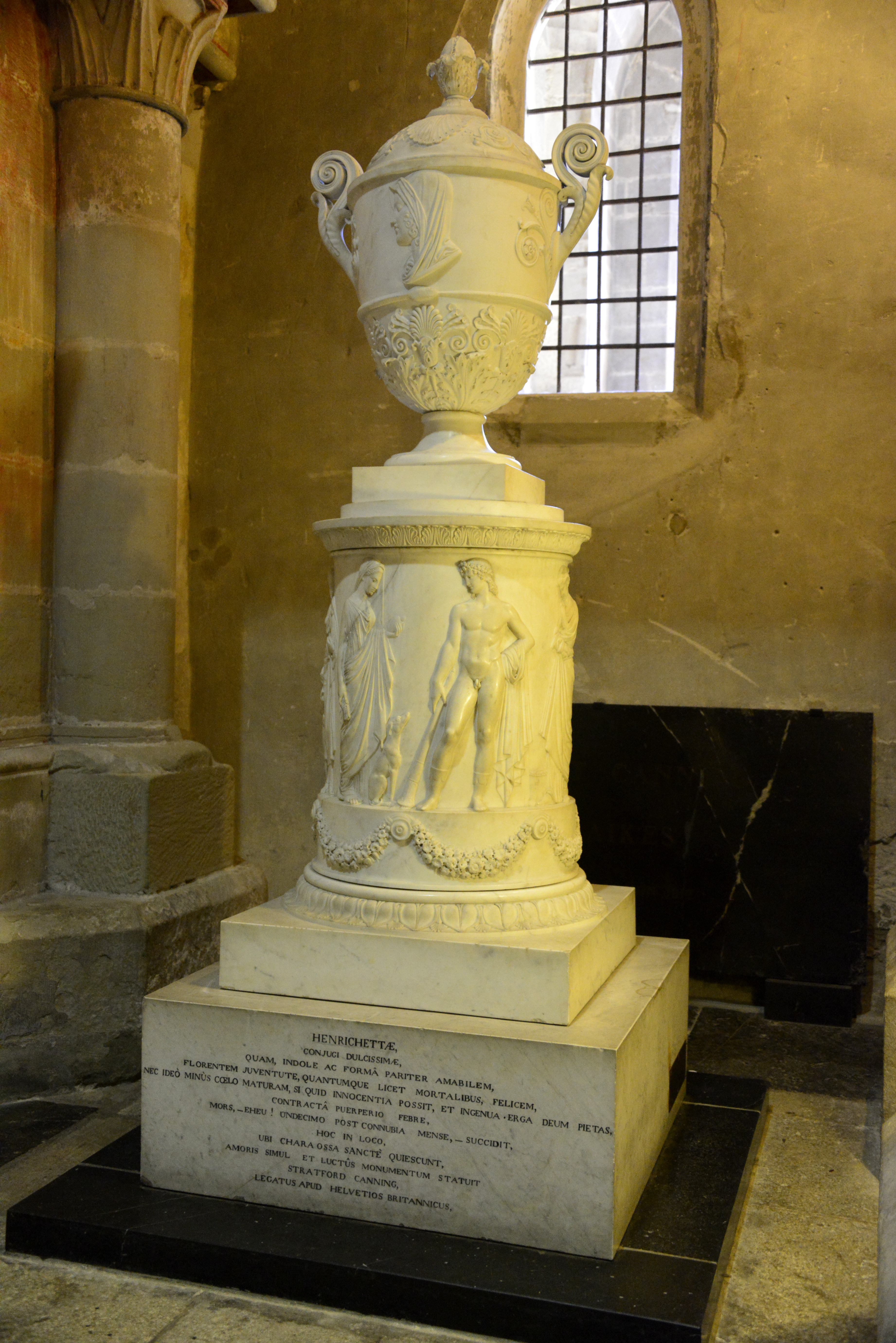
Monumento a Enrichetta Stratford-Canning (1818), cattedrale di Losanna
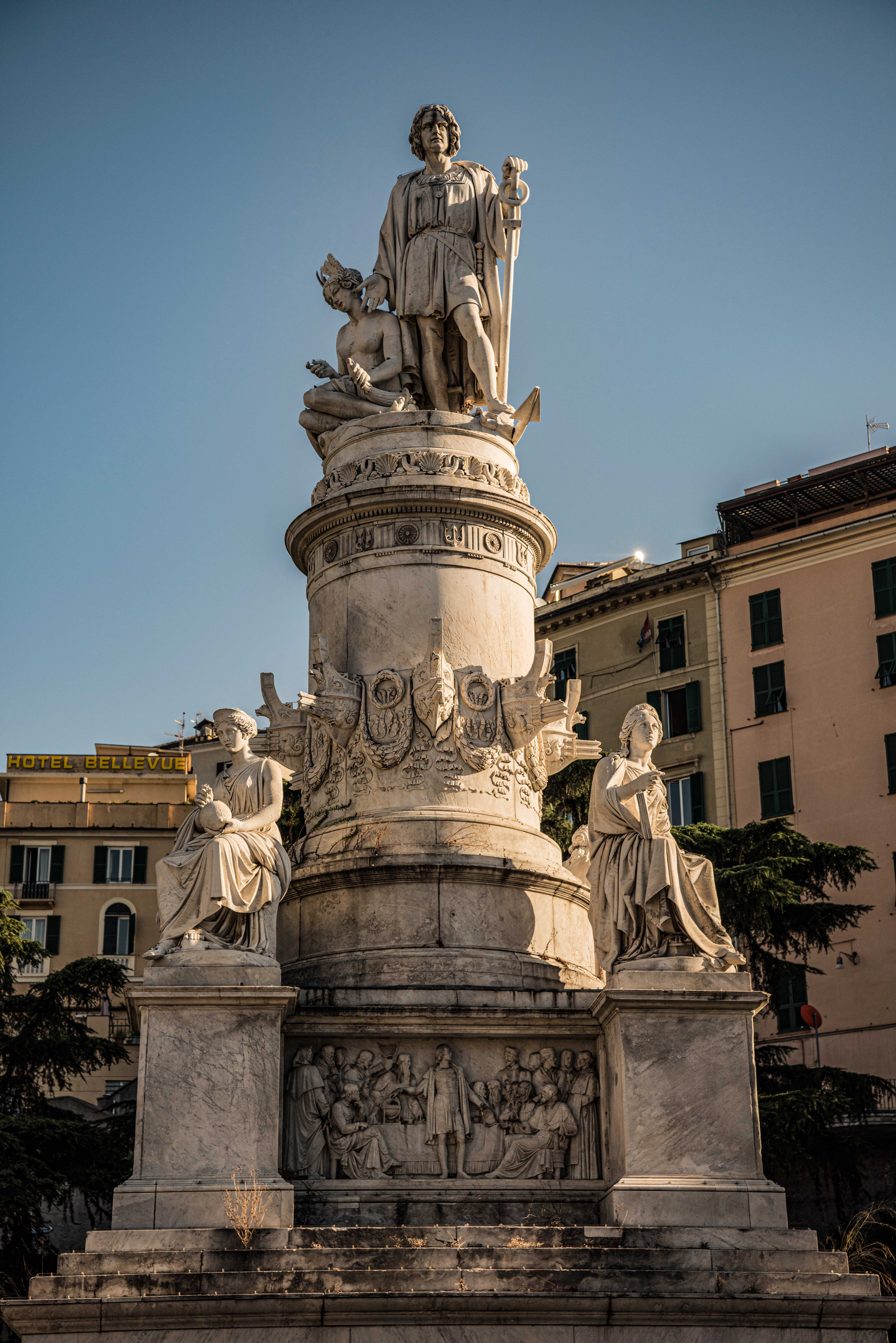
Genova, Monumento a Cristoforo Colombo
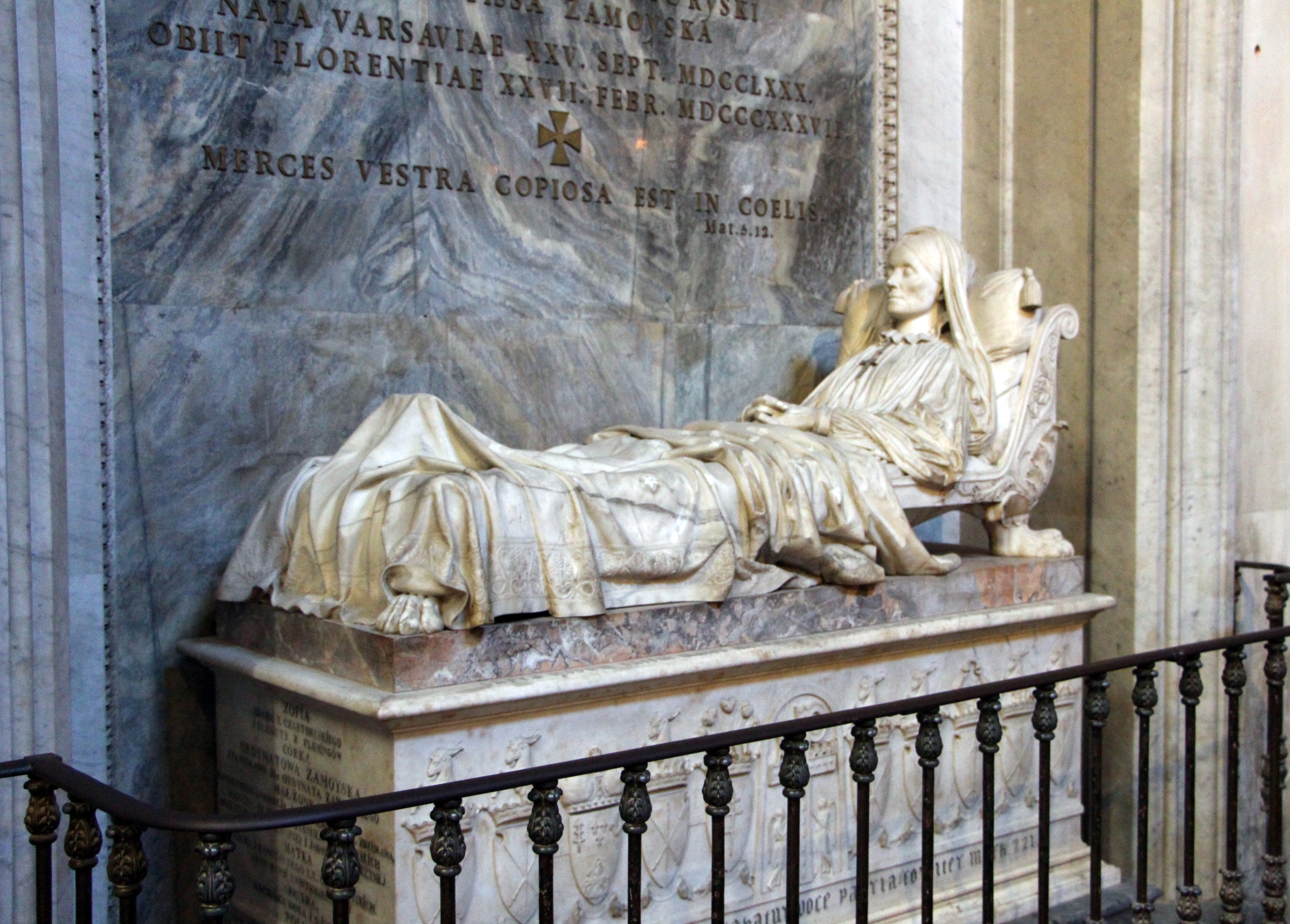
Tomba della contessa Sofia Zamoyska, 1837-44, Basilica di Santa Croce, Firenze
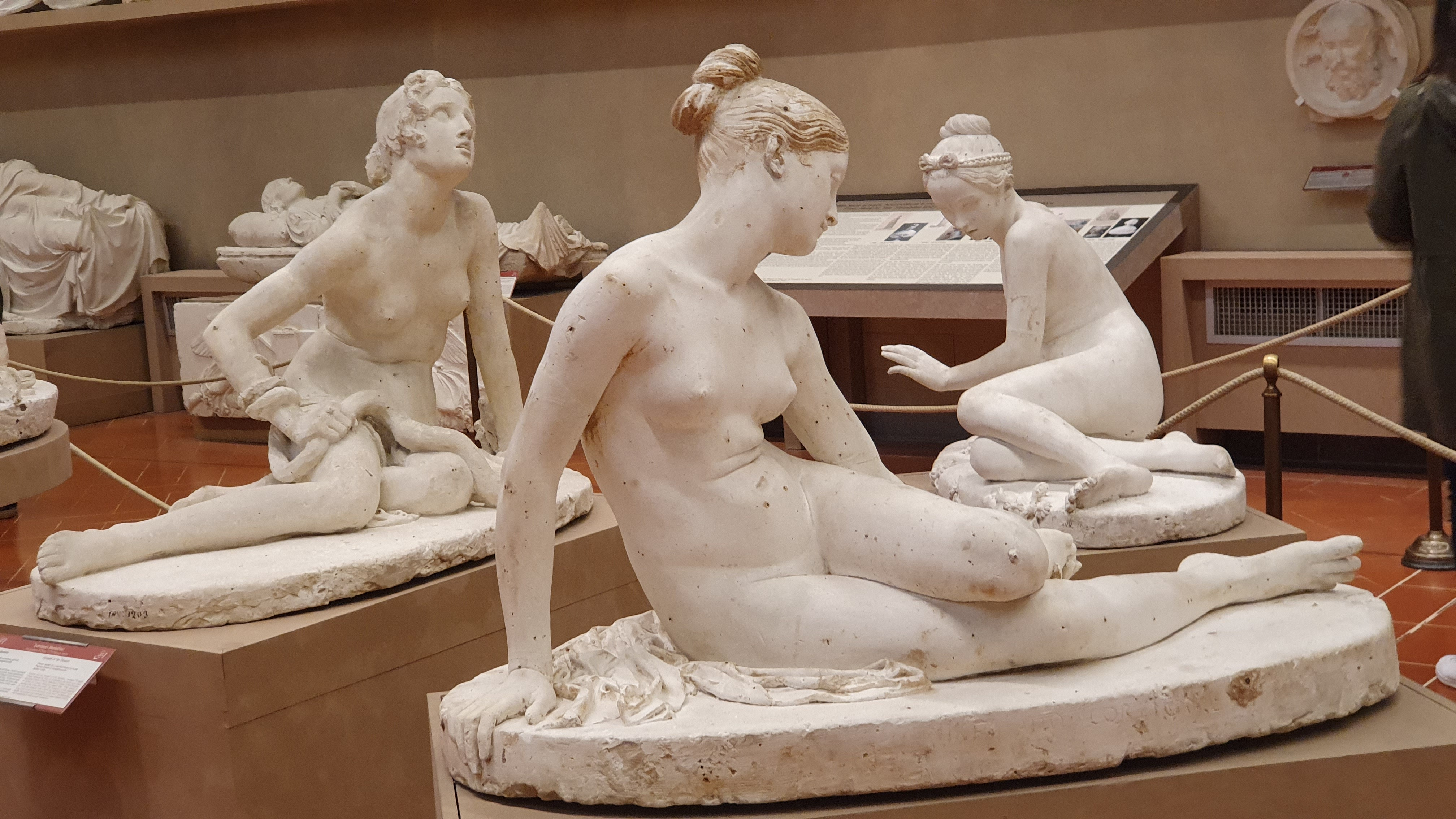
Ninfa, modello in gesso, Galleria dell'Accademia
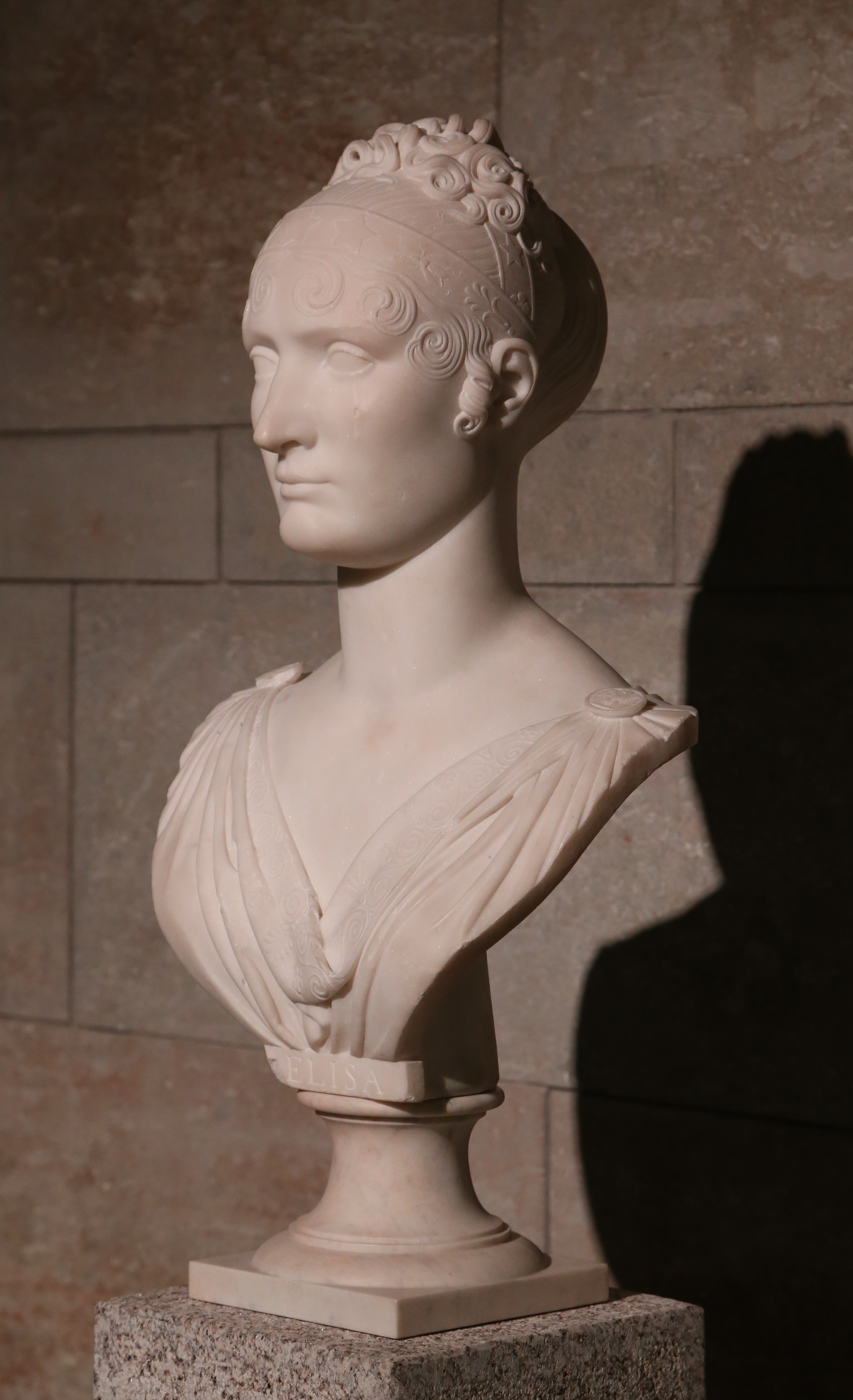
Elisa Bacchiochi, Neue Pinakothek, Monaco di Baviera

## Concezione artistica

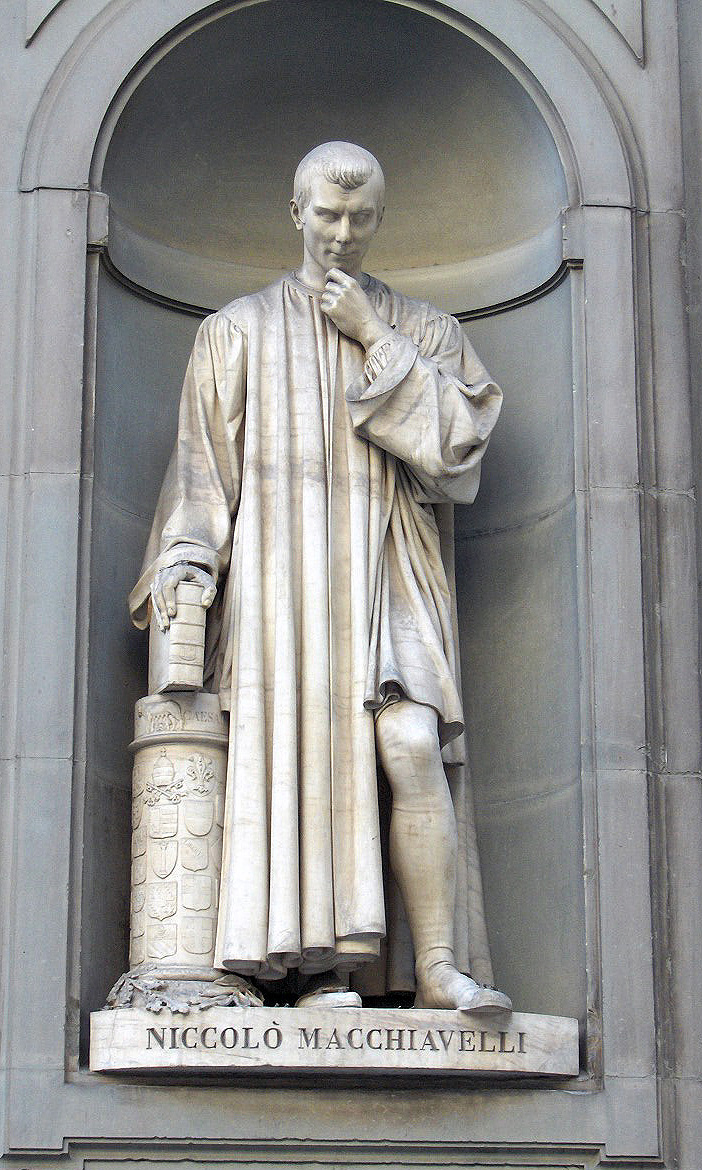
Lorenzo Bartolini, Statua di Niccolò Machiavelli, Loggia degli Uffizi, Firenze

Lorenzo Bartolini è considerato l'esponente più rappresentativo del Purismo e la figura più significativa della scultura italiana dopo la morte del Canova. Pur avendo ricevuto una solida formazione neoclassica - basti pensare che studiò nell'atelier di David - già in gioventù Bartolini, spinto dalla volontà di sperimentare nuovi territori e di ampliare il proprio percorso professionale, informò un particolare orientamento in senso purista. Stagliandosi contro l'accademismo neoclassico predominante in Europa, egli rivelò una sensibilità ispirata a Tiziano e al Quattrocento italiano completamente diversa da quel gusto cui poteva sembrare aderire ancora. È in questo contesto che si colloca il suo approdo purista, che perseguì con pieno fervore soprattutto negli anni dell'insegnamento. Il Duprè ad esempio ci racconta di come lo scultore «prese possesso della scuola a modo di conquistatore. Bandì lo studio delle statue, e restrinse tutto il sistema di insegnamento alla sola imitazione della natura, e tant'oltre spinse questo principio che introdusse un gobbo nella scuola e lo fece copiare dai giovani studenti», col tema Esopo che medita le sue favole da eseguire in bassorilievo. Bartolini avrebbe giustificato le finalità didattiche dell'iniziativa e le proprie idee estetiche nel seguente modo:
(Lorenzo Bartolini)
Disprezzando la pedanteria dell'antica statuaria e della canonistica estetica neoclassica, infatti, Bartolini intendeva ricercare la bellezza al di fuori degli schematismi accademici, precisamente nell'«inimitabile natura» e nel «vero». È lo stesso Bartolini, d'altronde, a chiarire il suo nuovo indirizzo estetico, specificando che l'arte per lui è «bello riunito e non ideale [...] mediante la semplice imitazione del vero» e che la bellezza non si può scoprire mediante le artificiose convenzioni promosse dal Neoclassicismo, siccome «la natura vale più dell'antico». La «natura», in particolare, secondo Bartolini è l'origine della vita e di ogni attività creativa, e ciò fa sì che lo scopo dell'artista sia quello di trovare angoli belli e piacevoli della Natura e ricopiarli nelle proprie opere d'arte:
(Lorenzo Bartolini)
Nonostante la ricerca esasperata di naturalismo che Bartolini si proponeva di attuare, tuttavia, i suoi indirizzi estetici non si concretizzarono mai in opere d'arte stilisticamente coerenti, tanto che egli rimase indirettamente vincolato a quel Neoclassicismo che odiava. Il monumento a Enrichetta Stratford-Canning, prodotto dal Bartolini nel 1818, era così rispettoso degli stilemi neoclassici che Mazzini lo credeva un'opera del Canova; analogamente, seppur evitasse i temi mitologici, lo stesso Bartolini arrivò a chiamare l'Ammostatore «Bacchino» nelle repliche più tarde, in aderenza a quello che i committenti vi vedevano. A prescindere da ciò la sua visione sull'arte ebbe una vastissima eco e finì per influenzare numerosi artisti delle generazioni successive, come Pasquale Romanelli, Antonio Demi, Luigi Magi, Francesco Pozzi, Pietro Tenerani, Giovanni Duprè, Vincenzo Vela ed altri.

## Opere

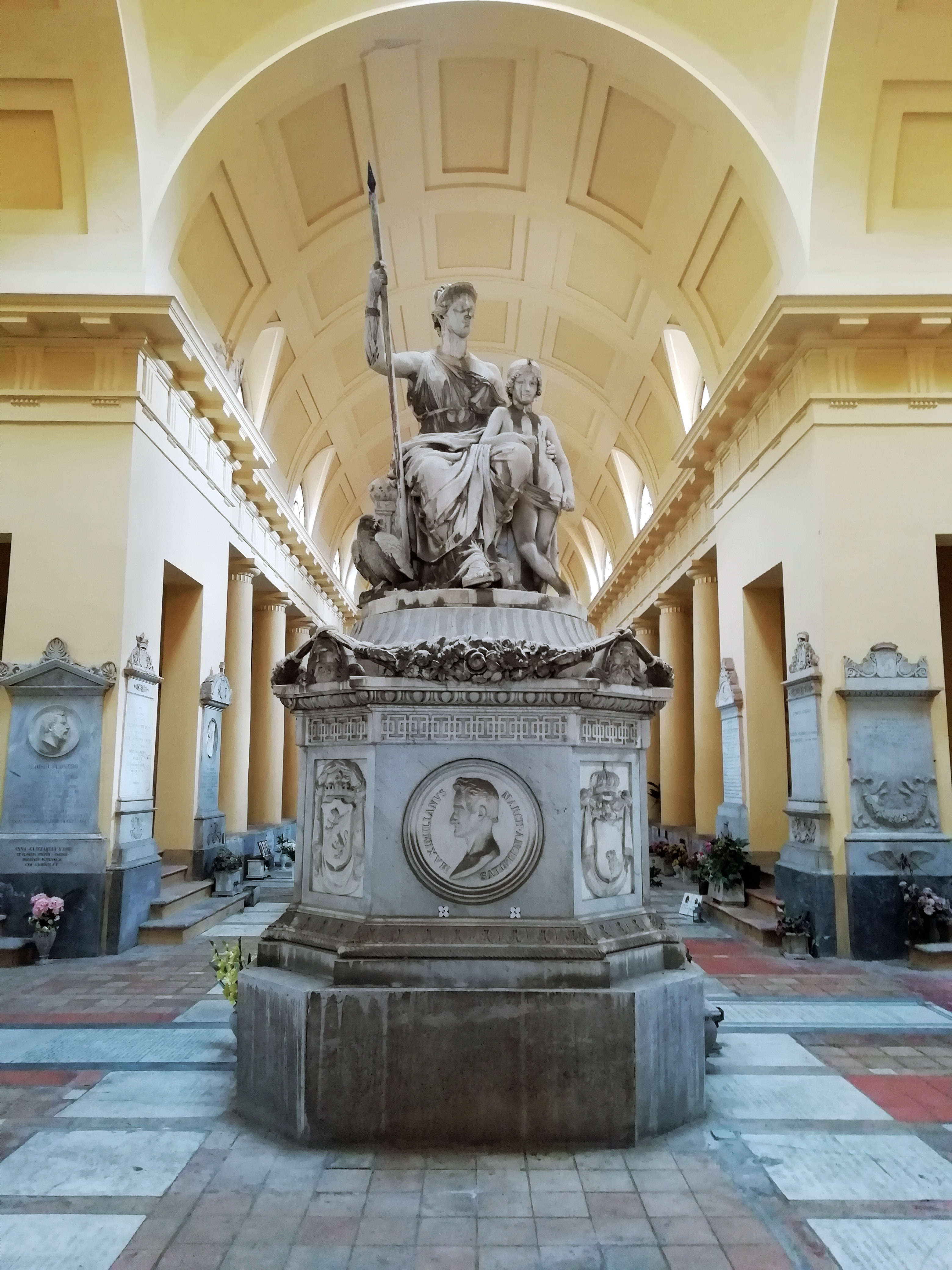
Monumento Malvezzi Angelelli

- Statua di Niccolò Machiavelli, Loggia degli Uffizi, Firenze
- Monumento Malvezzi Angelelli, Certosa di Bologna
- Busto della contessa Teresa Guiccioli Gamba, Biblioteca Classense di Ravenna
- La ninfa del deserto, Fondazione Magnani Rocca, Mamiano
- Maria Luisa di Borbone, marmo, 1823, Galleria nazionale, Parma
- Maria Teresa di Savoia, marmo, 1824 circa, Galleria nazionale, Parma
- Busto di Carlo II di Borbone, gesso, 1825, Museo Glauco Lombardi, Parma
- Monumento funebre ad Adamo di Neipperg, marmo, 1831, Basilica di Santa Maria della Steccata, Parma
- Ritratto di dama, marmo, 1800-1850, Galleria nazionale, Parma
- Monumento a Nicola Demidoff, 1830-1850, Firenze, piazza Demidoff
- La Donati, 1846 circa, gesso, Firenze, Accademia di Belle Arti
- Papa Pio IX a mezzo busto, 1849, Reggia di Caserta
- Statua di Napoleone, 1853, Bastia